# Adhi Kot
Adhi Kot es un meteorito que cayó el 1 de mayo de 1919 en Punyab, Pakistán.

## Historia
El meteorito cayó a 32°16′N 71°49′E / 32.267, 71.817 a las 12PM, 24 kilómetros al norte de la estación Nurpur, Distrito de Shahpur (el área era parte del viejo Distrito de Shahpur durante el raj británico).

## Clasificación
Se clasificó como una condrita enstatita tipo EH4.